# Discalma rectilineata
Discalma rectilineata är en fjärilsart som beskrevs av W. Warren 1900. Discalma rectilineata ingår i släktet Discalma och familjen mätare. Inga underarter finns listade i Catalogue of Life.